# 大分県立芸術文化短期大学
大分県立芸術文化短期大学（おおいたけんりつげいじゅつぶんかたんきだいがく、英語: Oita Prefectural College of Arts and Culture）は、大分県大分市にある公立短期大学。1959年に大分県立別府緑丘高等学校の専攻科として創立、1961年に短期大学設置。短大の略称は芸短、大分芸短、芸文短大、大分芸文短大。

## 概観

### 大学全体
- 大分県大分市に所在する日本の公立短期大学で、設置主体は公立大学法人大分県立芸術文化短期大学[1]。
- 1961年に大分県立芸術短期大学として開学[2]。元々は芸術系（美術科・音楽科）2学科だったが、1992年度より人文系2学科を増設し、4つの学科を擁する総合短大となっている。芸術系（美術科・音楽科）には短大卒業後に2年間の専攻科課程があり、4年制大学同等の学士の取得が可能である。愛称は「芸短（ゲイタン）」。新聞等の表記は「芸文短大」と表記されることが多い。

### 教育および研究
- 大分県立芸術文化短期大学には、美術科・音楽科の芸術系2学科と国際総合学科・情報コミュニケーション学科の人文系2学科がある。音楽科では定期演奏会、国際総合学科では海外研修が行われている。
- 一般教育科目には、「大分の美術」と称した科目がある。

### 学風および特色
- 九州地方では数少ない芸術系短大かつ公立短大であり、美術学科、音楽学科を有する日本唯一の公立短大である。男女共学。
- 1948年に創立された大分県立別府緑丘高等学校（現在の大分県立芸術緑丘高等学校）の音楽課程・美術課程の専攻科を母体に設立された短大で、1965年4月から2005年3月までは、同高校は本大学の附属高校という位置づけであった。
- 学生は九州出身者が多いが、芸術系は日本唯一の公立短期大学となったため全国から集まっている。
- 1995年5月1日に芸術系大学設置準備室が設けられ、芸術系大学（4年制）構想が検討されている。

## 沿革
- 1958年
  - 11月20日 大分県立別府緑丘高等学校に、美術課程、音楽課程の専攻科設置が決定[注釈 1]。
- 1959年
  - 4月1日 大分県立別府緑丘高等学校に専攻科を設置[注釈 1]。
- 1961年
  - 3月10日 左記を以て文部省[注 1]より短期大学の設置が認可される[注 2]。
  - 4月1日 大分県立芸術短期大学が以下の学科体制にて開学[5]。
    - 美術科 入学定員50名
    - 音楽科 入学定員20名

  - 4月13日 第1回入学式が行われる[注釈 1]。
  - 5月1日 学生数[6]/定員
    - 美術科 60[注 3]/50
    - 音楽科 33[注釈 2]/20

  - 11月18日 開学式が行われる[注釈 1]。
- 1962年
  - 5月1日 学生数[7]/定員
    - 美術科 113[注 4]/100
    - 音楽科 61[注釈 3]/40
- 1965年
  - 3月20日 大分県立別府緑丘高等学校が、附属高等学校となる[注釈 1]。
- 1967年
  - 4月1日 以下、学科の入学定員に増募あり[8]。
    - 美術科 50→100
    - 音楽科 20→50
- 1967年
  - 5月1日 学生数[9]/定員
    - 美術科 214[注 5]/150
    - 音楽科 86[注釈 4]/70
- 1968年
  - 5月1日 学生数[10]/定員
    - 美術科 242[注 6]/200
    - 音楽科 100[注釈 5]/100
- 1975年
  - 4月1日 別府市から現在地にキャンパスを移転[11]。
- 1978年
  - 12月19日 専攻科の設置が認められ、以下の課程を設ける[注 7]。
    - 美術専攻 入学定員15名
    - 音楽専攻 入学定員12名

  - 4月1日 以下、学科の増募及び専攻課程の分離あり[注 8]
    - 美術科 100→125
      - 美術専攻 入学定員25名
      - デザイン専攻 入学定員25名
      - 生活芸術専攻 入学定員75名

    - 音楽科 50→65
      - 器楽専攻 入学定員30名
      - 声楽専攻 入学定員35名

  - 5月1日 学生数[15]/定員
    - 美術科 240[注釈 6]/225　
    - 音楽科 130[注釈 7]/115
- 1980年
  - 5月1日 学生数[16]/定員
    - 美術科 240[注釈 8]/250
    - 音楽科 133[注釈 2]/130
- 12月1日 附属緑丘高等学校が構内に新築移転[注釈 1]。
- 1985年
  - 5月1日 学生数[17]/定員
    - 美術科 246[注 9]/250
    - 音楽科 134[注釈 7]/130
- 1986年
  - 5月1日 学生数[18]/定員
    - 美術科 252[注釈 6]/250
    - 音楽科 133[注釈 7]/130
- 1987年
  - 5月1日 学生数[19]/定員
    - 美術科 253[注釈 8]/250
    - 音楽科 137[注釈 9]/130
- 1991年
  - 4月1日 以下の学科・専攻については、この年度で学生募集を最終とする[注 10]。
    - 美術科生活芸術専攻[注 11]

  - 5月1日 学生数[23]/定員
    - 美術科 243[注 12]/250
    - 音楽科 132[24]/130
- 1992年
  - 4月1日 この年度における出来事を以下、列挙する[注 13]。
    - 大分県立芸術文化短期大学に改称
    - 以下、学科の増設あり。
      - コミュニケーション学科 入学定員100名
      - 国際文化学科 入学定員100名

  - 5月1日 学生数[注 14]/定員
    - 美術科 196[注 15]/200
    - 音楽科 135[27]/130
    - 国際文化学科 98[注釈 10]/100
    - コミュニケーション学科 108[注釈 2]/100
- 1993年
  - 5月1日 学生数[28]/定員
    - 美術科 162[注 16]/150
    - 音楽科 138[注釈 3]/130
    - 国際文化学科 190[注釈 10]/200
    - コミュニケーション学科 208[注釈 7]/200
- 1994年
  - 4月1日 国際文化学科にはじめて、男子学生が入学。
  - 5月1日 学生数[29]/定員
    - 美術科 160[注釈 4]/150
    - 音楽科 143[注釈 3]130
    - 国際文化学科 209[注釈 2]/200
    - コミュニケーション学科 207[注釈 2]/200
- 1999年
  - 5月1日 学生数[30]/定員
    - 美術科 159[注釈 8]/150
    - 音楽科 132[注 17]/130
    - 国際文化学科 222[注釈 9]/200
    - コミュニケーション学科 210[注釈 10]/200
- 2003年
  - 4月1日 この年度における出来事を以下、列挙する[注 18]。
    - コミュニケーション学科→情報コミュニケーション学科に改称。
    - 音楽科の各専攻について以下、定員に増減あり。
      - 器楽専攻 30→35
      - 声楽専攻 35→30
- 2004年
  - 1月 平成16年度大学入試センター試験参加短期大学の1校となる[注 19]。
- 2006年
  - 4月1日 設置者を公立大学法人大分県立芸術文化短期大学に変更[注 20]。
- 2007年
  - 4月1日 専攻科について、以下変更あり[注 21]。
    - 美術専攻を造形専攻に改称
    - 以下の専攻課程について、修業年限1年を2年に延長。
      - 造形専攻
      - 音楽専攻[注 22]
- 2008年
  - 4月1日 音楽科における以下の専攻課程については、この年度で学生募集を最終とする[注 23]。
    - 器楽専攻
    - 声楽専攻
- 2010年
  - 4月1日 専攻科における以下の課程について、増募あり[注 24]。
    - 造形専攻 15→24
    - 音楽専攻 15→20

  - 4月8日 竹田市の竹田市立下竹田小学校跡地に「芸文短大・竹田キャンパス」を開設[注釈 1]。
- 2013年
  - 4月1日 国際文化学科を国際総合学科に改組[注 25]。
  - 同 音楽科・管弦打コースにサクソフォーン科を新設。
  - 同 美術科デザイン専攻を、ビジュアルデザイン・生活造形デザインの2コース制から、ビジュアルデザイン・メディアデザイン・プロダクトデザインの3コース制に再編[注釈 11]。
- 2014年
  - 1月 平成26年度大学入試センター試験参加短期大学の1校となる[48]。
- 2015年
  - 1月 平成27年度大学入試センター試験参加短期大学の1校となる[49]。
- 2016年
  - 1月 平成28年度大学入試センター試験参加短期大学の1校となる[50]。

## 基礎データ

### 所在地
- 大分県大分市上野丘東1-11

### 交通アクセス
- JR大分駅より大分バス「上野行」に乗車、終点「上野」バス停留所下車。
- または同駅より徒歩の場合は、15分程度かかる。

### 象徴
- 大分県立芸術文化短期大学のカレッジマークは、「芸術と文化の伸びゆく2本の若芽」をデザインしたものとなっており、「若い力が教育を通じて大分の地から世界へ向かって力強く成長していく姿」を表現したものとなっている。2012年にシンボル・ロゴタイプが元のデザインをベースにリニューアルされている。
- 大学歌は20周年を記念してつくられ、タイトルは『思いを熱く』であり、首藤三郎が作詞・野崎哲が作曲している。

## 教育および研究

### 組織

#### 学科

##### 2009年度以降の学科体制
- 美術科 
  - 美術専攻 入学定員25名[1]
  - デザイン専攻 入学定員50名[1]
- 音楽科 入学定員65名[1]（声楽、音楽理論、作曲、指揮、ピアノ、管弦打コース）
- 国際文化学科→国際総合学科 入学定員100名[1]
- 情報コミュニケーション学科 入学定員100名[1]

##### 2008年度までの学科体制
- 美術科
  - 美術専攻
  - デザイン専攻
  - 生活芸術専攻 入学定員25名[注 26]
- 音楽科
  - 器楽専攻 入学定員35名[注釈 12]
  - 声楽専攻 入学定員30名[注釈 12]
- 情報コミュニケーション学科
- 国際文化学科

#### 専攻科
- 造形専攻 入学定員24名[1]
- 音楽専攻 入学定員20名[1]

#### 別科
- なし

##### 取得資格について
教職課程
- 中学校教諭二種免許状[注 27]
  - 美術
    - 美術科
      - 美術専攻
      - デザイン専攻[注 28]

  - 音楽
    - 音楽科
      - 器楽専攻[57]
      - 声楽専攻[57]

#### 附属機関
- 大分県立芸術文化短期大学附属図書館
- 情報教育センター
- 視聴覚メディアセンター

### 研究
- 『大分県立芸術文化短期大学研究紀要』[58]
- 『芸術研究』[59]
- 『大分県立芸術短期大学研究紀要』[60]

### 教育
- 特色ある大学教育支援プログラム
  - 「多彩な演奏会による地域交流教育の工夫改善」において2004年度に採択されている。

## 学生生活

### 部活動・クラブ活動・サークル活動
- 大分県立芸術文化短期大学のクラブ活動
  - 体育系：バスケットボール・バレーボール・バドミントン・ダンス・テニスほか
  - 文化系：軽音楽・吹奏楽・写真・演劇ほか

### 学園祭
- 大分県立芸術文化短期大学の学園祭は「芸短祭」と呼ばれる。
  - 夏に開催される「七夕祭」もある。

## 大学関係者と組織

### 大学関係者組織
- 大分県立芸術文化短期大学には同窓会組織がある。これには、旧来の大分県立芸術短期大学も含まれている。

### 大学関係者一覧

#### 大学関係者
- 宇治山哲平：二代学長
- 中野幡能：宗教学者、名誉教授
- 中山欽吾：（2008年10月1日 -2019年）

#### 著名な出身者
- 萩岩睦美 - 漫画家
- 明生チナミ - 漫画家
- うえやまとち - 漫画家
- 網中いづる - イラストレーター
- しいたけ - イラストレーター、絵本作家
- 松本夏実 - 漫画家
- あずみきし - 漫画家
- 前田ビバリー - 張り子作家
- 山本詠美子 - ミュージカル俳優、歌手、司会者
- 押川浩士 - オペラ歌手

## 施設

### キャンパス
- 体育館
- 工房棟
- 音楽ホール（学生食堂、コンビニがある）
- 彫刻棟
- 美術棟
- デザイン棟
- 芸術棟
- 管理棟
- 駐車場
- テニスコートほか

## 対外関係

### 他大学との協定

#### 日本
- 放送大学[61]

#### カナダ
- カールトン大学

#### イギリス
- バース・スパ大学

#### 中国
- 北京語言大学

### 系列校
- 大分県立芸術緑丘高等学校

### 高等学校専攻科を母体として設置されたまたは構想のあった短大
- 会津大学短期大学部（開学当初は会津短期大学）
- 京都市立音楽短期大学（現在の京都市立芸術大学）
- 福岡県立農業短期大学

## 卒業後の進路について

### 編入学・進学実績
- 大分県立芸術文化短期大学専攻科以外では以下の実績がある。
  - 美術科：武蔵野美術大学・女子美術大学・京都嵯峨芸術大学・別府大学・岡山県立大学・佐賀大学・福岡教育大学・山口県立大学ほか
  - 音楽科：東京藝術大学・京都市立芸術大学・愛知県立芸術大学・東邦音楽大学・武蔵野音楽大学・フェリス女学院大学・名古屋音楽大学・同志社女子大学・大阪芸術大学・エリザベト音楽大学・活水女子大学ほか。
  - 情報コミュニケーション学科：熊本大学・佐賀大学・大分大学・宮崎大学・北九州市立大学・愛媛大学・高知大学・下関市立大学・山口県立大学・高崎経済大学・早稲田大学ほか
  - 国際文化学科：筑波大学・島根大学・広島大学・山口大学・愛媛大学・熊本大学・鹿児島大学・大阪女子大学・下関市立大学・北九州市立大学・津田塾大学・創価大学・愛知学院大学・京都外国語大学・久留米大学ほか

## 附属学校
- かつて、大分県立芸術文化短期大学附属緑丘高等学校を擁していた。